# Ali Larter
Alison Elizabeth Larter (Cherry Hill, 28 febbraio 1976) è un'attrice e modella statunitense, nota per le sue partecipazioni ai film Varsity Blues e Final Destination, e per il ruolo di Niki Sanders e di Tracy Strauss nella serie televisiva Heroes.

## Biografia
Nata nel New Jersey, dopo gli studi inizia a lavorare come modella girando il mondo e vive per un periodo in Giappone. Tornata a Los Angeles studia recitazione. La sua carriera d'attrice inizia con piccole partecipazioni a serie tv come Chicago Hope e Dawson's Creek. Dopo una comparsa nel telefilm Dawson's Creek, partecipa nel 1999, sempre al fianco di James Van Der Beek, in Varsity Blues. Nel 2000 recita nei panni di Clear Rivers in Final Destination e ottiene una parte minore nel sequel del 2003. L'anno successivo partecipa alla commedia La rivincita delle bionde. Nel 2002 ha ottenuto il 40º posto nella classifica delle 102 donne più sexy del mondo stilata dal periodico Stuff. Ha interpretato Allegra Coleman per un finto servizio fotografico per la rivista Esquire.
Dal 2006 è una dei protagonisti della serie Heroes, dove interpreta Niki Sanders, donna con un'altra personalità, di nome Jessica Sanders, la sua defunta sorella, che talora prende il sopravvento, permettendole di sfruttare la sua forza sovrumana. Dalla terza serie interpreta Tracy Strauss, la sorella gemella di Niki, che ha il potere della criocinesi e che può trasformarsi in acqua. Nel 2007 e nel 2010 lavora al fianco di Milla Jovovich in Resident Evil: Extinction, Resident Evil: Afterlife e infine Resident Evil: The Final Chapter, terzo, quarto e ultimo capitolo della saga tratta dal videogioco Resident Evil dove interpreta l'eroina Claire Redfield.

### Vita privata
Nel luglio 2009 ha sposato il suo fidanzato storico Hayes MacArthur. La cerimonia si è tenuta nella casa dei genitori di lui a Kennebunkport, Maine. Nel dicembre 2010 nasce il loro primo figlio, Theodore Hayes MacArthur e a gennaio 2015 la loro secondogenita Vivienne Margaret MacArthur.

## Filmografia

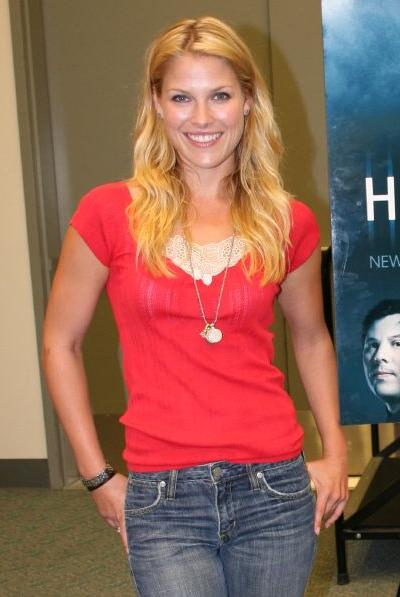
Ali Larter nel 2006

### Cinema
- Il mistero della casa sulla collina (House on Haunted Hill), regia di William Malone (1999)
- Drive Me Crazy, regia di John Schultz (1999)
- Giving It Up, regia di Christopher Kublan (1999)
- Varsity Blues, regia di Brian Robbins (1999)
- Final Destination, regia di James Wong (2000)
- Jay & Silent Bob... Fermate Hollywood! (Jay and Silent Bob Strike Back), regia di Kevin Smith (2001)
- Gli ultimi fuorilegge (American Outlaws), regia di Les Mayfield (2001)
- La rivincita delle bionde (Legally Blonde), regia di Robert Luketic (2001)
- Final Destination 2, regia di David R. Ellis (2003)
- Three Way, regia di Scott Ziehl (2004)
- Confess, regia di Stefan Schaefer (2005)
- Sballati d'amore (A Lot Like Love), regia di Nigel Cole (2005)
- Homo Erectus (Homo Erectus: A Caveman Comedy) (2006)
- Marigold, regia di Willard Carroll (2007)
- Resident Evil: Extinction, regia di Russell Mulcahy (2007)
- Crazy, regia di Rick Bieber (2007)
- Obsessed, regia di Steve Shill (2009)
- Resident Evil: Afterlife, regia di Paul W. S. Anderson (2010)
- Lovesick, regia di Luke Matheny (2014)
- Qualcosa di buono (You're Not You), regia di George C. Wolfe (2014)
- The Diabolical, regia di Alistair Legrand (2015)
- Resident Evil: The Final Chapter, regia di Paul W.S. Anderson (2016)
- The Last Victim, regia di Naveen A. Chathapuram (2021)
- The Hater, regia di Joey Alley (2022)
- The Man in the White Van, regia di Warren Skeels (2023)

### Televisione
- Susan (Suddenly Susan) – serie TV, episodio 1x13 (1997)
- Chicago Sons – serie TV, episodio 1x11 (1997)
- Chicago Hope – serie TV, episodio 4x13 (1998)
- Just Shoot Me! – serie TV, episodio 2x16 (1998)
- Dawson's Creek – serie TV, episodi 2x01-2x06 (1998)
- Enturage – serie TV, episodio 1x01 (2004)
- Heroes – serie TV, 57 episodi (2006-2010)
- The League – serie TV, episodio 5x11 (2013)
- Legends – serie TV, 10 episodi (2014)
- Pitch – serie TV, 10 episodi (2016)
- The Rookie – serie TV, 13 episodi (2019-2020)
- Landman, serie TV, 10 episodi (2024)

## Doppiatrici italiane
Nelle versioni in lingua italiana dei suoi lavori, Ali Larter è stata doppiata da:
- Roberta Pellini in Il mistero della casa sulla collina, Resident Evil: Extinction, Resident Evil: Afterlife, Resident Evil: The Final Chapter
- Claudia Catani in Jay & Silent Bob... Fermate Hollywood!, La rivincita delle bionde, Heroes, Legends
- Laura Latini in Varsity Blues
- Georgia Lepore in Final Destination
- Chiara Colizzi in Gli ultimi fuorilegge
- Eleonora De Angelis in Final Destination 2
- Myriam Catania in Three Way
- Valentina Mari in Confess
- Laura Lenghi in Obsessed
- Giò Giò Rapattoni in Pitch
- Federica De Bortoli in Landman

## Premi e Candidature
- Saturn Award

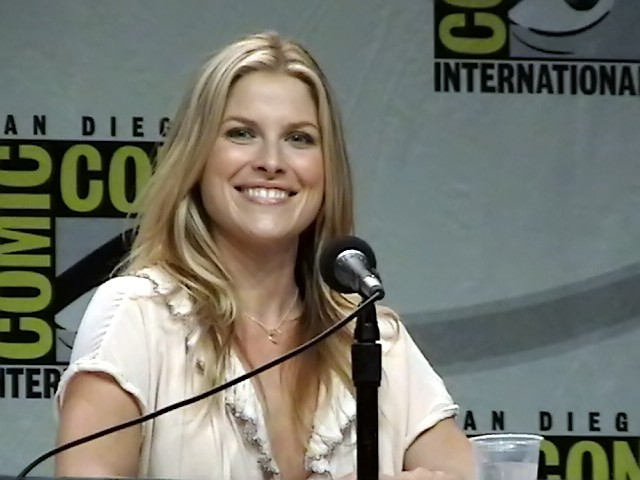
Ali Larter nel 2007

  - 2007: Candidatura - Miglior attrice non protagonista in un programma televisivo per Heroes
- MTV Movie Awards
  - 2010: Vinto - Miglior combattimento per Obsessed (insieme a Beyoncé)
- Teen Choice Awards
  - 2008: Candidatura - Miglior attrice in una serie TV d'azione per Heroes
  - 2009: Candidatura - Miglior attrice in una serie TV d'azione per Heroes
  - 2009: Candidatura - Miglior combattimento per Obsessed (insieme a Beyoncé)
- Blockbuster Entertainment Award
  - 2001: Candidatura - Attrice preferita per Final Destination
- Young Hollywood Awards
  - 2001: Vinto - Miglior performance di una attrice emergente per Final Destination
- Gracie Allen Award
  - 2008: Vinto - Miglior attrice non protagonista in una serie drammatica per Heroes
- Razzie Award
  - 2010: Candidatura - Peggior attrice non protagonista per Obsessed